# إشعار لمدة أسبوعين
إشعار لمدة أسبوعين فيلم أمريكي من بطولة هيو غرانت وساندرا بولوك.

## قصة الفيلم
تدور احداث الفيلم حول الثري جورج واد الذي لديه محاميه خاصه لم تكن لوسى بالنسبة لجورج مجرد محامية بل كانت مرشدة شخصية في اصغر امور حياته.
في اختياره لملابسه في امور طلاقه حتى انه لم يعد يصنع شيء من غيرها.
وعلى الجانب الآخر كان جورج، هذا المليونير الوسيم يعاملها ليس فقط كمحامية متدربة بل كمربية تعتنى به وتحيطه بالحنان.
كانت لوسى دائما بجواره ولكنه لم يحس يوما ان بداخله مشاعر تجاهها.. ولكن بعدما قررت ان تترك العمل، احس بأنه لا يستطيع الحياة من غيرها.

## وصلات خارجية
- إشعار لمدة أسبوعين على موقع IMDb (الإنجليزية)
- إشعار لمدة أسبوعين على موقع ميتاكريتيك (الإنجليزية)
- إشعار لمدة أسبوعين على موقع روتن توميتوز (الإنجليزية)
- إشعار لمدة أسبوعين على موقع نتفليكس (الإنجليزية)
- إشعار لمدة أسبوعين على موقع قاعدة بيانات الأفلام العربية
- إشعار لمدة أسبوعين على موقع ألو سيني (الفرنسية)
- إشعار لمدة أسبوعين على موقع Turner Classic Movies (الإنجليزية)
- إشعار لمدة أسبوعين على موقع أول موفي (الإنجليزية)
- إشعار لمدة أسبوعين على موقع بوكس أوفيس موجو (الإنجليزية)
- إشعار لمدة أسبوعين على موقع فيلمافينيتي (الإسبانية)

1. ↑  مذكور في: تفريغات بيانات Freebase. الناشر: جوجل.
2. ↑  "قاعدة بيانات الأفلام على الإنترنت" (بالإنجليزية). Retrieved 2017-04-14.{{استشهاد ويب}}:  صيانة الاستشهاد: لغة غير مدعومة (link)
3. ↑  وصلة مرجع: http://www.imdb.com/title/tt0313737/. الوصول: 11 يوليو 2016.
4. ↑  وصلة مرجع: http://stopklatka.pl/film/dwa-tygodnie-na-milosc. الوصول: 11 يوليو 2016.
5. ↑  وصلة مرجع: http://www.interfilmes.com/filme_12580_Amor.a.Segunda.Vista-(Two.Weeks.Notice).html. الوصول: 11 يوليو 2016.